# UCI-Bahn-Weltmeisterschaften der Junioren bis 2009

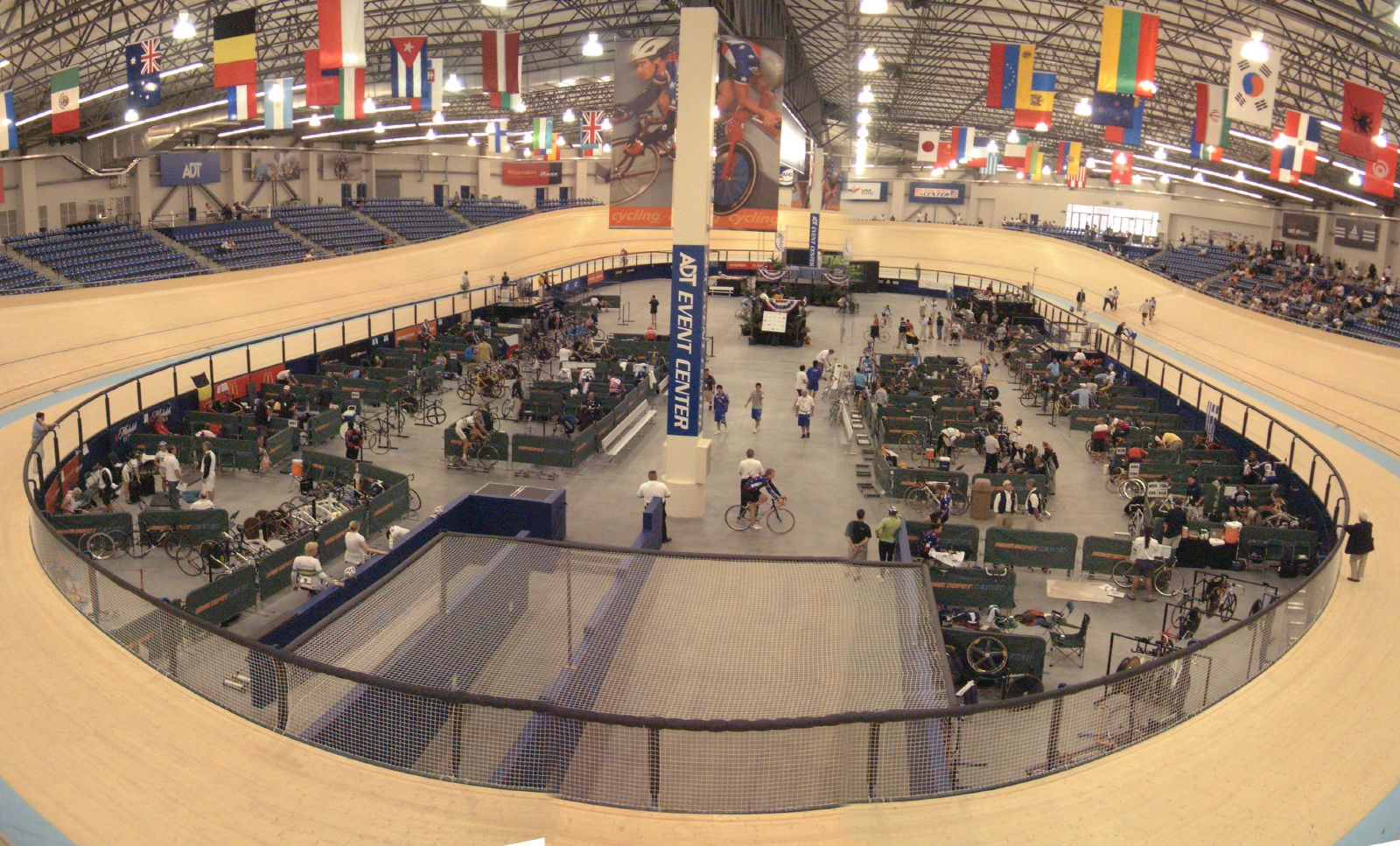
2004 fanden die Weltmeisterschaften im Carson Velodrome in Los Angeles statt.

In dieser Liste sind die Resultate der Bahnradsport-Weltmeisterschaften der Junioren bis 2009 aufgeführt.
1973 in München und 1974 in Warschau (POL) fanden Junioren-Europameisterschaften jeweils im Sprint, im Punktefahren und in der 3000-Meter-Einerverfolgung statt, die als Vorläufer der Junioren-Weltmeisterschaften gelten, da auch Nicht-Europäer am Start waren.
Von 1975 bis 1996 wurden Juniorenweltmeisterschaften im Bahn- und Straßenfahren jeweils in einer Region als gemeinsame Veranstaltung ausgetragen. Von 1997 bis 2004 fanden die Junioren-Bahnweltmeisterschaften separat statt. Von 2005 bis 2009 gab es wieder gemeinsame Wettbewerbe auf der Bahn und der Straße.

## Austragungsorte von 1975 bis 2009
| Jahr | Land                            | Stadt            |
| ---- | ------------------------------- | ---------------- |
| 1975 | Schweiz                         | Lausanne         |
| 1976 | Belgien                         | Lüttich          |
| 1977 | Österreich                      | Wien             |
| 1978 | Vereinigte Staaten              | Trexlertown      |
| 1979 | Argentinien                     | Buenos Aires     |
| 1980 | Mexiko                          | Mexiko-Stadt     |
| 1981 | Deutsche Demokratische Republik | Leipzig          |
| 1982 | Italien                         | Florenz          |
| 1983 | Neuseeland                      | Wanganui         |
| 1984 | Frankreich                      | Caen             |
| 1985 | Deutschland                     | Stuttgart        |
| 1986 | Marokko                         | Casablanca       |
| 1987 | Italien                         | Dalmine          |
| 1988 | Dänemark                        | Odense           |
| 1989 | Sowjetunion                     | Moskau           |
| 1990 | Vereinigtes Königreich          | Middlesbrough    |
| 1991 | Vereinigte Staaten              | Colorado Springs |
| 1992 | Griechenland                    | Athen            |

| Jahr | Land               | Stadt              |
| ---- | ------------------ | ------------------ |
| 1993 | Australien         | Perth              |
| 1994 | Ecuador            | Quito              |
| 1995 | Italien            | Forlì              |
| 1996 | Slowenien          | Novo mesto         |
| 1997 | Südafrika          | Kapstadt           |
| 1998 | Kuba               | Havanna            |
| 1999 | Griechenland       | Athen              |
| 2000 | Italien            | Fiorenzuola d’Arda |
| 2001 | Vereinigte Staaten | Trexlertown        |
| 2002 | Australien         | Melbourne          |
| 2003 | Russland           | Moskau             |
| 2004 | Vereinigte Staaten | Los Angeles        |
| 2005 | Österreich         | Wien               |
| 2006 | Belgien            | Gent               |
| 2007 | Mexiko             | Aguascalientes     |
| 2008 | Südafrika          | Kapstadt           |
| 2009 | Russland           | Moskau             |

## Resultate der Junioren-Europameisterschaften

### Sprint
| Veranstaltung | Gold              | Silber            | Bronze       |
| ------------- | ----------------- | ----------------- | ------------ |
| 1973          | Claudio Bagarello | Marcello Bracioli | Oleg Gudim   |
| 1974          | Gilbert Hatton    | Giuseppe Saronni  | Lothar Thoms |

### Punktefahren
| Veranstaltung | Gold                | Silber         | Bronze            |
| ------------- | ------------------- | -------------- | ----------------- |
| 1973          | Kim-Gunnar Svendsen | Urmas Tooma    | Heinz Longerich   |
| 1974          | Jerzy Richlicki     | Sergej Baranow | Andreas Petermann |

### Einerverfolgung
| Veranstaltung | Gold                   | Silber       | Bronze       |
| ------------- | ---------------------- | ------------ | ------------ |
| 1973          | Jean-Luc Vandenbroucke | Gregor Braun | Eugen Heim   |
| 1974          | Sergej Baranow         | Gabor Szücs  | Holger Nagel |

## Resultate der Junioren-Weltmeisterschaften

### Männer

#### Zweier-Mannschaftsfahren
| Veranstaltung | Gold                                          | Silber                                        | Bronze                                          |
| ------------- | --------------------------------------------- | --------------------------------------------- | ----------------------------------------------- |
| 2002          | Frankreich Tom Thiblier Matthieu Ladagnous    | Australien Jonathan Clarke Christopher Sutton | Deutschland Florian Piper Sebastian Frey        |
| 2003          | Russland Michail Ignatjew Nikolai Trussow     | Deutschland Marcel Barth Leonardo Pappalardo  | Niederlande Niels Pieters Wim Stroetinga        |
| 2004          | Australien Miles Olman Matthew Goss           | Belgien Tim Mertens Tim Roels                 | Frankreich Jérémy Besson Tuanua Zahn            |
| 2005          | Russland Alexei Schirjajew Andrei Kljujew     | Deutschland Marcel Kalz Norman Dimde          | Australien Cameron Meyer Mitchell Pearson       |
| 2006          | Australien Cameron Meyer Travis Meyer         | Niederlande Pim Ligthart Jeff Vermeulen       | Italien Fabrizio Braggion Elia Viviani          |
| 2007          | Russland Alexander Petrowski Jewgeni Kowaljow | Australien Leigh Howard Glenn O’Shea          | Kolumbien Edwin Ávila Jaime Ramírez             |
| 2008          | Australien Thomas Palmer Luke Davison         | Belgien Tosh Van der Sande Gijs Van Hoecke    | Schweiz Silvan Dillier Claudio Imhof            |
| 2009          | Australien Alex Carver Luke Durbridge         | Belgien Jochen Deweer Gijs Van Hoecke         | Dänemark Christian Kreutzfeldt Sebastian Lander |

#### Punktefahren
| Veranstaltung | Gold                  | Silber              | Bronze                   |
| ------------- | --------------------- | ------------------- | ------------------------ |
| 1975          | Henry Rinklin         | Miog. Marinkovic    | Eddy Torfs               |
| 1976          | Rüdiger Leitlof       | Jens Schrøder       | P. Torresan              |
| 1977          | Miroslav Junec        | Rüdiger Leitlof     | Allan Peiper             |
| 1978          | Kenny De Maerteleire  | Allan Peiper        | Michael Marx             |
| 1979          | Teun van Vliet        | Nikolai Trussow     | Jean-François Chaurin    |
| 1980          | Uwe Messerschmidt     | Matthias Lange      | José Youshimatz          |
| 1981          | Fabio Lana            | Matthias Lange      | Kenneth Bering           |
| 1982          | Mauro Ribeiro         | Philippe Grivel     | Keun Heng Cho            |
| 1983          | Andreas Kappes        | Dean Woods          | Robert Muzio             |
| 1984          | Wjatscheslaw Jekimow  | Johan Devos         | P. Lucchini              |
| 1985          | Robert Waller         | Peter Naessens      | Louis de Koning          |
| 1986          | Stefan Steinweg       | R. Nielsen          | Roxan Vandervelde        |
| 1987          | Marcel Beumer         | Stefan Steinweg     | Jewgeni Anaschkin        |
| 1988          | Andreas Beikirch      | Claudio Camin       | Dobrin Vasilev           |
| 1989          | Patrick Vetsch        | Mojmir Andrys       | Brett Aitken             |
| 1990          | Alexander Saitsew     | Léon van Bon        | Holger Schardt           |
| 1991          | Alexander Ivankin     | Danilo Hondo        | Markus Zberg             |
| 1992          | Bernard Panton        | Oleksandr Symonenko | Mirko Mariani            |
| 1993          | Thorsten Rund         | Mauro Trentini      | Bradley McGee            |
| 1994          | Marlon Pérez          | Tim De Peuter       | Ronny Lauke              |
| 1995          | Cristian Rodolfo León | René Saenz          | Torsten Nitsche          |
| 1996          | Wladislaw Borissow    | Matthew Meaney      | Oscar Carmona            |
| 1997          | Michael Rogers        | Libor Hlavac        | Morten Voss Christiansen |
| 1998          | Sergei Klimow         | Jens Mouris         | Emmanuel Bertoldi        |
| 1999          | Wiktar Rapinski       | Devid Garbelli      | Tomas Vaitkus            |
| 2000          | Davide Tortella       | Peter Dawson        | Jewgeni Jakowlew         |
| 2001          | Nikita Jeskow         | Jos Pronk           | Aaron Kemps              |
| 2002          | Michail Ignatjew      | Witalij Kondrut     | Gideon de Jong           |
| 2003          | Miles Olman           | Mickaël Delage      | Dmytro Hrabowskyj        |
| 2004          | Marcel Barth          | Miles Olman         | Jérémy Besson            |
| 2005          | Egidijus Jursis       | Michel Kreder       | Roman Maximow            |
| 2006          | Oleksandr Martynenko  | Jonathan Bellis     | Travis Meyer             |
| 2007          | Nikita Nowikow        | Bouke Kuiper        | Jason Christie           |
| 2008          | Tosh Van der Sande    | Cristobal Olavarria | Luke Durbridge           |
| 2009          | Sebastian Lander      | Yu Motusana         | Matwei Subow             |

#### Keirin
| Veranstaltung | Gold               | Silber          | Bronze            |
| ------------- | ------------------ | --------------- | ----------------- |
| 2002          | Mark French        | Andy Lakatosh   | Alexey Hamachev   |
| 2003          | Tsubasa Kitatsuru  | Daniel Thorsen  | Michail Schikalew |
| 2004          | Shane Perkins      | Daniel Thorsen  | Francesco Kanda   |
| 2005          | Christos Volikakis | Rafal Poper     | René Enders       |
| 2006          | Jason Kenny        | Ghislain Boiron | Nicolas Bourin    |
| 2007          | Christian Lyte     | David Daniell   | Matteo Pelucchi   |
| 2008          | Charlie Conord     | Sotirios Bretas | Paul Fellows      |
| 2009          | Sam Webster        | Rino Gasparrini | Alexander Reinelt |

#### 1000-Meter-Zeitfahren
| Veranstaltung | Gold                | Silber               | Bronze                   |
| ------------- | ------------------- | -------------------- | ------------------------ |
| 1977          | Rainer Hönisch      | Miroslav Junec       | Heinz Isler              |
| 1978          | Frank Micke         | Sergei Kopylow       | Heinz Isler              |
| 1979          | Fredy Schmidtke     | Gadis Lapinch        | Michel Cortinovis        |
| 1980          | Maic Malchow        | Andris Lotsmelis     | Rob Werner               |
| 1981          | Marcelo Alexandre   | Dirk Streicher       | Stefano Baudino          |
| 1982          | Andreas Ganske      | Alberto-Max Salvini  | M. Surmawa               |
| 1983          | Alan Miller         | Kenneth Røpke        | Chr. Huber               |
| 1984          | Jens Glücklich      | Craig Alan Schommer  | Fr. Egner                |
| 1985          | Silvio Boarin       | Robert Lechner       | Johnny Franck            |
| 1986          | Wladimir Sultanow   | Marek Skorski        | Bernardo Gonzalez Minano |
| 1987          | Ronny Kirchhoff     | Juri Emiljanow       | Bernardo Gonzalez Minano |
| 1988          | Kai Melcher         | K. Valtchev          | Sergei Bagmat            |
| 1989          | Konstantin Smurigin | Tom Steels           | Kai Melcher              |
| 1990          | Alexandr Chromich   | Maciej Sztykiel      | Shane Kelly              |
| 1991          | Laurent Accart      | Simon Kersten        | Aldo Capelli             |
| 1992          | Florian Rousseau    | Darryn Hill          | Michael Scheurer         |
| 1993          | Michael Scheurer    | Alberto Ben Guerrero | Sébastien Morelon        |
| 1994          | Jan van Eijden      | Tony Homan           | Diego Ortega             |
| 1995          | Joshua Kersten      | Andreas Thelen       | Luca Cortelazzi          |
| 1996          | Damien Gerard       | Crescenzo D’Amore    | Nathan Clarke            |
| 1997          | Jeffrey Hopkins     | Tim Zühlke           | Alberto Loddo            |
| 1998          | Ben Kersten         | Yosvany Pol          | Jérôme Hubschwerlin      |
| 1999          | Ben Kersten         | Marco Brossa         | Jobie Dajka              |
| 2000          | Mark Renshaw        | Andrei Winokurow     | Nikolo Marelli           |
| 2001          | Theo Bos            | Mathieu Mandard      | Christian Stahl          |
| 2002          | Wade Cosrove        | François Pervis      | Ahmed López              |
| 2003          | Filip Ditzel        | Didier Henriette     | Dominik Harzheim         |
| 2004          | Maximilian Levy     | Kan Don-jin          | David-Alexandre Cabrol   |
| 2005          | Maximilian Levy     | Kévin Sireau         | Scott Sunderland         |
| 2006          | Scott Sunderland    | Christian Lyte       | David Danielle           |
| 2007          | Thomas Palmer       | Edward Dawkins       | Daniel Rackwitz          |
| 2008          | Quentin Lafargue    | Thomas Palmer        | Scott Law                |
| 2009          | Nikita Schurschin   | Loris Paoli          | Krzysztof Maksel         |

#### Omnium
| Veranstaltung | Gold          | Silber                | Bronze             |
| ------------- | ------------- | --------------------- | ------------------ |
| 2007          | Glenn O’Shea  | Myron Simpson         | Maurice Calles     |
| 2008          | Luke Davison  | Moreno De Pauw        | Ramon Domene Reyes |
| 2009          | Bryan Coquard | Konstantin Kuperassow | Nikias Arndt       |

#### Einerverfolgung
| Veranstaltung | Gold                   | Silber                | Bronze                 |
| ------------- | ---------------------- | --------------------- | ---------------------- |
| 1975          | Robert Dill-Bundi      | José Palma            | Igor Pilipenko         |
| 1976          | Robert Dill-Bundi      | Gerald Mortag         | Michael Richards       |
| 1977          | Hans-Joachim Pohl      | Thomas Schnelle       | Watscheslaw Sumarkow   |
| 1978          | Axel Grosser           | Wiktor Manakow        | Thomas Schnelle        |
| 1979          | Gadis Lapinch          | Greg LeMond           | Philippe Chevallier    |
| 1980          | Dainis Leipinch        | Mario Kummer          | Uwe Trömer             |
| 1981          | Reinhard Alber         | Marat Ganejew         | Martin Palis           |
| 1982          | Carsten Wolf           | Marat Ganejew         | Reinhard Alber         |
| 1983          | Dean Woods             | Michail Sweschnikow   | Roy Knickman           |
| 1984          | Dean Woods             | Wjatscheslaw Jekimow  | Michail Sweschnikow    |
| 1985          | Artūras Kasputis       | Robert Waller         | Gary Anderson          |
| 1986          | Sergei Wodopianow      | Gianluca Bortolami    | David Solari           |
| 1987          | Jewgeni Anaschkin      | Marcel Beumer         | Michael Rich           |
| 1988          | Dmitri Neljubin        | Jewgeni Anaschkin     | Nathan Page            |
| 1989          | Dmitri Neljubin        | Wassil Jakowlew       | Servais Knaven         |
| 1990          | Wassil Jakowlew        | Tim O’Shannessey      | Konstantin Gorbatschew |
| 1991          | Roman Saprihin         | Anthon Vermaerke      | George Hincapie        |
| 1992          | Roman Saprihin         | Oleksandr Symonenko   | Bohdan Bondarjew       |
| 1993          | Bradley McGee          | Cristian Bianchini    | Thorsten Rund          |
| 1994          | Bradley McGee          | Thorsten Rund         | Luke Roberts           |
| 1995          | Luke Roberts           | Matthew Meaney        | Daniel Becke           |
| 1996          | Matthew Meaney         | Daniel Becke          | Timothy Lyons          |
| 1997          | Marco Hesselschwerdt   | Michael Rogers        | Christian Bach         |
| 1998          | Bradley Wiggins        | Daniel Palicki        | Thue Houlberg Hansen   |
| 1999          | Andrew Mason           | Nicholas Graham       | Daniel Schlegel        |
| 2000          | Wolodymyr Djudja       | Tomas Vaitkus         | Alexander Serow        |
| 2001          | Christoph Meschenmoser | Wolodymyr Djudja      | Sven Krauß             |
| 2002          | Mark Jamieson          | Michail Ignatjew      | Sergei Ulakow          |
| 2003          | Alexander Chatunzew    | Michael Ford          | Chris Pascoe           |
| 2004          | Michael Ford           | Sascha Damrow         | Patrick Gretsch        |
| 2005          | Andrew Tennant         | Sam Bewley            | Iwan Rowny             |
| 2006          | Cameron Meyer          | Westley Gough         | Jesse Sergent          |
| 2007          | Travis Meyer           | Iwan Kowaljow         | Leigh Howard           |
| 2008          | Taylor Phinney         | Rohan Dennis          | Jason Christie         |
| 2009          | Michael Hepburn        | Konstantin Kuperassow | Iwan Sawitski          |

#### Mannschaftsverfolgung
| Veranstaltung | Gold                                                                                          | Silber                                                                                          | Bronze                                                                                    |
| ------------- | --------------------------------------------------------------------------------------------- | ----------------------------------------------------------------------------------------------- | ----------------------------------------------------------------------------------------- |
| 1975          | Sowjetunion Igor Pelipenko Sergei Blohin Watscheslaw Kuschtin Jewgeni Jelisarow               | Deutsche Demokratische Republik Martin Härtelt Jürgen Lippold Hans-Joachim Meisch Gerald Mortag | Italien Nazzareno Berto Cesare Cipollini Giuseppe Frosi Dante Morandi                     |
| 1976          | Deutsche Demokratische Republik Gerald Mortag Detlef Macha Jürgen Lippold Olaf Hill           | Italien Silvestro Milani Roberto Bonanzi Dante Morandi Domenico Pellegrino                      | Sowjetunion Nikolai Makarow Nikolai Seduro Peter Tschewardow Waleri Urajew                |
| 1977          | Deutsche Demokratische Republik Thomas Schnelle Hans-Joachim Pohl Robby Gerlach Jürgen Kummer | BR Deutschland Christian Goldschagg Ralf Wicke Markus Intra Bodo Zehner                         | Sowjetunion Wlatscheslaw Sumarokow Alexander Krasnow Alexander Mustawine Wiktor Manakow   |
| 1978          | Sowjetunion Alexander Krasnow Nikolai Kusnetsow Wiktor Manakow Iwan Mischtschenko             | BR Deutschland Frank Enger Markus Intra Michael Maue Peter Stalla                               | Deutsche Demokratische Republik Bernd Dittert Michael Köller Axel Grosser Thomas Schnelle |
| 1979          | Sowjetunion Gadis Liepiņš Dainis Liepiņš Wladimir Baluk Juri Petrow                           | Frankreich Daniel Pandèle Philippe Chevallier Jean-François Dury François Jurain                | BR Deutschland Fredy Schmidtke Andreas Suckert Günther Kobek Gerhard Strittmatter         |
| 1980          | Sowjetunion Andris Lotsmelis Dainis Liepiņš Martin Palis Sergei Agupov                        | Deutsche Demokratische Republik Mario Kummer Frank Kuhn Uwe Trömer Gerald Buder                 | Vereinigtes Königreich Pierce Hewitt Gary Sadler Darryl Webster Anthony Mayer             |
| 1981          | Sowjetunion Dainis Grantinch Martin Palis Marat Ganejew Juri Kasakow                          | Deutsche Demokratische Republik Frank Siggelkowe Carsten Wolf Steven Planitzer Thomas Raddatz   | Frankreich Pascal Carrara Bruno Wojtinek Christian Noiret Dominique Lecrocq               |
| 1982          | Sowjetunion Wladimir Diatschenko Wassili Schpundow Armand Freymanis Waleri Grinskowski        | Deutsche Demokratische Republik Carsten Wolf Thomas Raddatz Siegurt Müller Eike Backhaus        | Dänemark Lars Otto Olsen Peter Clausen Jørgen Falkbøll Kenneth Røpke                      |
| 1983          | Dänemark Kenneth Røpke Mark Kubach Lars Otto Olsen Klaus Kynde Nielsen                        | Vereinigte Staaten Tim Hinz Craig Alan Schommer Roy Knickman Kit Kyle                           | Italien Walter Zini Gianni Bortolazzo Stefano Boschini Orlando Gordini                    |
| 1984          | Sowjetunion Wjatscheslaw Jekimow Jewgeni Murin Michail Sweschnikow Dimitri Denkow             | BR Deutschland Frank Egner Volker Kirn Michael Kotter Jörg Müller                               | Dänemark Klaus Kynde Nielsen Johnny Franck Kenneth Lyngholm Torben Steen Jakobsen         |
| 1985          | Deutsche Demokratische Republik Thomas Liese Steffen Blochwitz Uwe Preissler Michael Bock     | Italien Fabio Ragazzi Angelo Denti Fabio Baldato                                                | Sowjetunion Aleksander Klaus Artūras Kasputis Aleksander Tolkatschew Anatoli Weselow      |
| 1986          | Sowjetunion Sergei Wodopianow Remigijus Lupeikis Aida Klimawitschus Dragos Tschiwinski        | Deutsche Demokratische Republik Dirk Vogel Jorg Pawelczyk Andreas Bach Thomas Liese             | Italien Gianluca Bortolami David Solari Fabio Baldato Endrio Leoni                        |
| 1987          | Sowjetunion Wadim Krawschenko Michail Orlow Dimitri Tsadanow Waleri Butaro                    | Italien Giovanni Lombardi Gianluca Gorini Andrea Collinelli Ivan Beltrami                       | Deutsche Demokratische Republik Guido Fulst Jorg Pawelczyk Frank Demel Jürgen Weber       |
| 1988          | Sowjetunion Dmitri Neljubin Oleksandr Hontschenkow Waleri Butaro Jewgeni Anaschkin            | Australien Darren Winter Nathan Page Mark Kingsland David Bink                                  | Deutsche Demokratische Republik Guido Fulst Jürgen Werner Ingo Claus Matthias Friedel     |
| 1989          | Sowjetunion Dmitri Neljubin Oleg Klewtsow Sergei Beloskalenko Oleg Pletnikow                  | Australien Simon Lalder Brett Aitken David Bink Nathan Page                                     | Deutsche Demokratische Republik Jan Küchnert Andreas Neumann Jan Norden Heiko Rüchel      |
| 1990          | Sowjetunion Aleksander Erochenko Oleg Bachmetiew Wladimir Kriwonose Sergei Golowko            | Deutsche Demokratische Republik Mark Kreuscher Oliver Carl Sven Landwehrkamp Olaf Pollack       | Australien Stuart O’Grady Damian McDonald Matthew Gilmore Tim O’Shannessey                |
| 1991          | Sowjetunion Nikolai Kusnezow Roman Saprychine Aleksander Iwankin Anton Chantir                | Deutschland Jörg Wohllaub Danilo Hondo Olaf Pollack Sascha Henrix                               | Australien Stuart O’Grady Rodney McGee Henk Vogels junior Leigh Bryan                     |
| 1992          | Russland Roman Saprychine Anton Chantr Igor Solowiew Alexei Bjakow                            | Deutschland Marc Obermann Rüdiger Knispel Markus Köcknitz Danilo Hondo                          | Australien Matthew White Bernard Panton Rodney McGee Nathan O’Neill                       |
| 1993          | Deutschland Ronny Lauke Dirk Ronellenfitsch Thorsten Rund Holger Roth                         | Tschechien Ondřej Sosenka Jozef Žabka Jakub Sara Pavel Boudny                                   | Neuseeland Eamonn Gilbert Lee Maxwell Vertongen Julian Dean Brent Johnson                 |
| 1994          | Australien Bradley McGee Ian Christison Grigg Homan Luke Roberts                              | Deutschland Heiko Szonn Ronny Lauke Lutz Birkenkamp Michael Werner                              | Italien Maurizio Semprini Massimo Ferraretto Alessandro Rota Vicenzo Monterosso           |
| 1995          | Australien Ian Christison Timothy Lyons Matthew Meaney Luke Roberts                           | Deutschland Stephan Schreck Torsten Nitsche Klaus Mutschler Daniel Becke                        | Tschechien Martin Bláha Petr Klasa Patrik Pech Josef Doutnac                              |
| 1996          | Australien Timothy Lyons Matthew Sparnon Luke Kuss Matthew Meaney                             | Deutschland Stephan Schreck Sebastian Siedler Daniel Becke Robert Kaiser                        | Italien Cristian Pepoli Moreno Pizzocri Alex Dal Cortile Matteo Cacco                     |
| 1997          | Australien Graeme Brown Scott Davis Brett Lancaster Michael Rogers                            | Deutschland Robert Kaiser Marco Hesselschwerdt Eric Baumann Christian Bach                      | Italien Manuel Quinziato Ivan Ravaioli Luca Barazzutti Francesco Colavito                 |
| 1998          | Deutschland Daniel Palicki Marc Altmann Daniel Schlegel Mark Schneider                        | Italien Filippo Pozzato Angelo Ciccone Paolo Menaspa Giordano Colombini                         | Tschechien Libor Hlavac Josef Kankovsky Stanislav Kozubek Michael Moureceki               |
| 1999          | Australien Andrew Mason Peter Dawson Kieran Cameron Nicholas Graham                           | Deutschland Marc Altmann Markus Fothen Daniel Schlegel Christian Müller                         | Italien Maurizio Biondo Filippo Pozzato Fabio Lovato Luca Capuzzo                         |
| 2000          | Litauen Tomas Vaitkus Simas Raguockas Vytautas Kaupas Sergejus Apionkinas                     | Frankreich William Bonnet Romain Genter Nicolas Rousseau Grégory Bernard                        | Russland Nikita Jeskow Pawel Brutt Alexander Serow Almaz Baiguujine                       |
| 2001          | Frankreich Aurélien Mingot Sébastien Gréau Kevin Gouellain Fabien Sanchez                     | Deutschland Christoph Meschenmoser Karl-Christian König Henning Bommel Robert Bengsch           | Russland Alexei Schmidt Ilja Krestianinow Roman Paramonow Alexei Tschunossow              |
| 2002          | Russland Ilja Krestianinow Alexander Chatunzew Sergei Ulakow Michail Ignatjew                 | Australien Mark Jamieson Sean Finning Nicholas Sanderson Christopher Sutton                     | Tschechien Petr Lechner Richard Ondryas David Studnicka Lubor Kosicka                     |
| 2003          | Russland Michail Ignatjew Nikolai Trussow Anton Mindlin Kirill Demura                         | Deutschland Frank Schulz Stefan Schäfer Sascha Damrow Christian Kux                             | Australien Michael Ford Chris Pascoe Sean Finning Andrew Wyper                            |
| 2004          | Australien Miles Olman Michael Ford Matthew Goss Simon Clarke                                 | Deutschland Matthias Hahn Stefan Schäfer Patrick Gretsch Sascha Damrow                          | Russland Andrei Kljujew Sergei Kolesnikow Iwan Kowaljow Alexei Bayer                      |
| 2005          | Neuseeland Sam Bewley Darren Shea Westley Gough Jesse Sergent                                 | Vereinigtes Königreich Ross Sander Andrew Tennant Steven Burke Ian Stannard                     | Australien Zakkari Dempster Cameron Meyer Mitchell Pearson Matthew Pettit                 |
| 2006          | Australien Cameron Meyer Travis Meyer Jack Bobridge Leigh Howard                              | Neuseeland Jesse Sergent Shem Rodger Westley Gough Shane Archbold                               | Vereinigtes Königreich Jonathan Bellis Steven Burke Alex Dowsett Peter Kennaugh           |
| 2007          | Australien Leigh Howard Travis Meyer Jack Bobridge Glenn O’Shea                               | Russland Jewgeni Kowaljow Kirill Baranow Nikita Nowikow Alexander Petrowski                     | Italien Giacomo Nizzolo Paolo Locatelli Elia Viviani Luca Pirini                          |
| 2008          | Australien Luke Davison Rohan Dennis Luke Durbridge Thomas Palmer                             | Russland Konstantin Kuperassow Artur Jerschow Wiktor Schmalko Matwei Subow                      | Neuseeland Jason Christie Ruaraidh McLeod Aaron Gate Michael Vink                         |
| 2009          | Russland Konstantin Kuperassow Wiktor Manakow Iwan Sawizki Matwei Subow                       | Australien Michael Hepburn Luke Durbridge Peter Loft Dale Parker                                | Deutschland Nikias Arndt Lucas Liß Christopher Muche Kersten Thiele                       |

#### Scratch
| Veranstaltung | Gold                  | Silber                  | Bronze                        |
| ------------- | --------------------- | ----------------------- | ----------------------------- |
| 2002          | Wim Stroetinga        | Sebastian Frey          | Alex Rasmussen                |
| 2003          | Sébastien Desplanques | Kamil Kuczyński         | Daniel Thorsen                |
| 2004          | Geraint Thomas        | Luis Mansilla           | Aleksandr Pliușkin            |
| 2005          | Philipp Klein         | Oleksandr Poliwoda      | Loïc Perizzolo                |
| 2006          | Peter Kennaugh        | Morgan Lamoisson        | Vasileios Galanis             |
| 2007          | Travis Meyer          | Piotr Kasperkiewicz     | Ángel Pulgar                  |
| 2008          | Michael Vingerling    | Carlos Linares Zambrano | Alexander Caselles            |
| 2009          | Dario Sonda           | Matias Greve            | Mohammed Adiq Husainie Othman |

#### Sprint
| Veranstaltung | Gold                | Silber                | Bronze              |
| ------------- | ------------------- | --------------------- | ------------------- |
| 1975          | Ottavio Dazzan      | Gerhard Scheller      | Ralf-Guido Kuschy   |
| 1976          | Lutz Heßlich        | Ralf-Guido Kuschy     | Mario Pavirani      |
| 1977          | Lutz Heßlich        | Sergei Kopylow        | Detlef Uibel        |
| 1978          | Sergei Kopylow      | Mich. Hotzan          | Frank Micke         |
| 1979          | Fredy Schmidtke     | Michel Cortinovis     | Stefaan De Craene   |
| 1980          | Maic Malchow        | Olaf Arndt            | El. Guilachvli      |
| 1981          | Olaf Arndt          | P. Rampazzo           | Bruno Bannes        |
| 1982          | Nikolai Kowtsch     | Bill Huck             | Maik Krannig        |
| 1983          | Takashi Seiko       | Nikolai Kowtsch       | René Gullach        |
| 1984          | Michael Schulze     | Omar Mtschedlischwili | Jens Glücklich      |
| 1985          | Oleg Borsunow       | Heiko Rosen           | Kuraok Shintaro     |
| 1986          | Denis Lemyre        | Wladimir Sultanow     | Eyk Pokorny         |
| 1987          | Eyk Pokorny         | Thomas Tschäge        | Federico Paris      |
| 1988          | Jens Fiedler        | Gianluca Capitano     | Oleg Lutschischin   |
| 1989          | Gianluca Capitano   | Jaroslav Jerabek      | Eduard Gruner       |
| 1990          | Ainārs Ķiksis       | Pavel Buráň           | Roberto Chiappa     |
| 1991          | Roberto Chiappa     | Pavel Buráň           | Darryn Hill         |
| 1992          | Ivan Quaranta       | Serguei Buchanisew    | Florian Rousseau    |
| 1993          | Michael Scheurer    | Irek Wlock            | Darren Harry        |
| 1994          | Julio César Herrera | Carlo Bottarelli      | Toshiyuki Ono       |
| 1995          | René Wolff          | Julio César Herrera   | Leonardo Branchi    |
| 1996          | René Wolff          | Arnaud Tournant       | Leonardo Branchi    |
| 1997          | Tim Wulff           | Kane Selin            | Andrea Garavelli    |
| 1998          | Mickaël Quemener    | Arnaud Dublé          | Jérôme Hubschwerlin |
| 1999          | Jobie Dajka         | Marco Jäger           | Ben Kersten         |
| 2000          | Ryan Bayley         | Łukasz Kwiatkowski    | Andrei Winokurow    |
| 2001          | Mark French         | Robert Gerhardt       | Mathieu Mandard     |
| 2002          | Mark French         | Michael Seidenbecher  | François Pervis     |
| 2003          | Tsubasa Kitatsuru   | Grégory Baugé         | Sebastian Döhrer    |
| 2004          | Shane Perkins       | Michael Blatchford    | Maximilian Levy     |
| 2005          | Maximilian Levy     | Kévin Sireau          | Benjamin Wittmann   |
| 2006          | Jason Kenny         | Scott Sunderland      | Daniel Ellis        |
| 2007          | Thierry Jollet      | Christian Lyte        | Peter Mitchell      |
| 2008          | Quentin Lafargue    | Charlie Conord        | Thierry Jollet      |
| 2009          | Sam Webster         | Stefan Bötticher      | Cristian Tamayo     |

#### Teamsprint
| Veranstaltung | Gold                                                               | Silber                                                         | Bronze                                                               |
| ------------- | ------------------------------------------------------------------ | -------------------------------------------------------------- | -------------------------------------------------------------------- |
| 1998          | Frankreich Mickaël Quemener Thomas Montano Arnaud Dublé            | Australien Jobie Dajka Joshua Rogash Ben Kersten               | Italien Marco Brossa Marco Garzotto Mattia Vecchi                    |
| 1999          | Australien Jobie Dajka Mark Renshaw Ben Kersten                    | Italien Marco Brossa Nikolo Marelli Michele Benetti            | Deutschland Marco Jäger Peter Clemen David Rohler                    |
| 2000          | Australien Ryan Bayley Jason Niblett Mark Renshaw                  | Russland Sergei Borissow Denis Terenin Nikolai Dmitrijew       | Italien Nikolo Marelli Giovanni Carini Mattia Trevisan               |
| 2001          | Australien Mark French Kial Stewart Jason Niblett                  | Frankreich Mathieu Mandard François Pervis Mickaël Murat       | Deutschland Robert Gerhardt Michael Seidenbecher Sascha Hartelt      |
| 2002          | Frankreich Mickaël Murat Grégory Baugé François Pervis             | Deutschland Michael Spiess Michael Seidenbecher Dominik Krones | Tschechien Filip Ditzel Jaroslav Flendr Daniel Lebl                  |
| 2003          | Deutschland Sebastian Döhrer Dominik Harzheim Daniel Giese         | Russland Anton Rudoi Denis Dmitrijew Stojan Wasew              | Polen Pawel Kosciecha Kamil Kuczyński Michal Tokarz                  |
| 2004          | Deutschland Benjamin Wittmann Robert Förstemann Maximilian Levy    | Japan Yu Onishi Kazumichi Sugata Atsushi Shibasaki             | Australien Shane Perkins Daniel Thorsen Corey Heath                  |
| 2005          | Deutschland Maximilian Levy Benjamin Wittmann René Enders          | Frankreich Kévin Sireau Alexandre Volant Michaël D’Almeida     | Australien Daniel Ellis Jeremy Hogg Scott Sunderland                 |
| 2006          | Vereinigtes Königreich Jason Kenny Christian Lyte David Daniell    | Australien Byron Davis Scott Sunderland Daniel Ellis           | Griechenland Christos Volikakis Zafeiris Volikakis Alexandros Floros |
| 2007          | Vereinigtes Königreich Peter Mitchell Christian Lyte David Daniell | Frankreich Charlie Conord Thierry Jollet Quentin Lafargue      | Australien Byron Davis Jason Holloway Thomas Palmer                  |
| 2008          | Frankreich Quentin Lafargue Thierry Jollet Charlie Conord          | Australien Scott Law Peter Lewis Ben Sanders                   | Polen Grzegorz Drejgier Karol Kasprzyk Rafał Sarnecki                |
| 2009          | Neuseeland Cameron Karwowski Ethan Mitchell Sam Webster            | Deutschland Eric Engler Erik Balzer Stefan Bötticher           | Polen Paweł Laskowski Kacper Lesniak Krzysztof Maksel                |

### Frauen

#### 500-Meter-Zeitfahren
| Veranstaltung | Gold                | Silber              | Bronze                  |
| ------------- | ------------------- | ------------------- | ----------------------- |
| 1995          | Roberta Passoni     | Nancy Contreras     | Mira Kasslin            |
| 1996          | Mira Kasslin        | Nancy Contreras     | Yumari González         |
| 1997          | Yumari González     | Katrin Meinke       | Katie Parker            |
| 1998          | Rahna Demarte       | Daniela Clausnitzer | Céline Nivert           |
| 1999          | Daniela Clausnitzer | Kerrie Meares       | Rahna Demarte           |
| 2000          | Kerrie Meares       | Christin Muche      | Mathilde Doutreluingne  |
| 2001          | Anna Meares         | Christin Muche      | Clara Sanchez           |
| 2002          | Elisa Frisoni       | Emilie Jeannot      | Jennifer Strohschneider |
| 2003          | Guo Shuang          | Qian Wang           | Emilie Jeannot          |
| 2004          | Guo Shuang          | Miriam Welte        | Jane Gerisch            |
| 2005          | Lisandra Guerra     | Ljubow Schulika     | Sandie Clair            |
| 2006          | Sandie Clair        | Ljubow Schulika     | Kaarle McCulloch        |
| 2007          | Kristina Vogel      | Huang Ting-ying     | Sabine Bretschneider    |
| 2008          | Kristina Vogel      | Wiktorija Baranowa  | Olivia Montauban        |
| 2009          | Zhong Tianshi       | Rebecca James       | Olivia Montauban        |

#### Punktefahren
| Veranstaltung | Gold                  | Silber               | Bronze                  |
| ------------- | --------------------- | -------------------- | ----------------------- |
| 1989          | Swetlana Samochwalowa | Sally Dawes          | Jessica Grieco          |
| 1990          | Ina-Yoko Teutenberg   | Jessica Grieco       | Jelena Tschalych        |
| 1991          | Hanka Kupfernagel     | Simona Muzzioli      | Jessica Grieco          |
| 1992          | Ina-Yoko Teutenberg   | Hanka Kupfernagel    | Maria Sal               |
| 1993          | Maria Jongeling       | Michelle Ferris      | Anke Wichmann           |
| 1994          | Sarah Ulmer           | Ita Kryjanovskaja    | Evi Gensheimer          |
| 1995          | Jet Jongeling         | Tetjana Stjaschkina  | Cathy Moncassin         |
| 1996          | Cornelia Cyrus        | Oksana Saprykina     | Alessandra D´Ettore     |
| 1997          | Olga Sabelinskaja     | Vera Carrara         | Mirella van Melis       |
| 1998          | Vera Carrara          | Olga Sabelinskaja    | Dorota Czynszak         |
| 1999          | Nadeschda Vlasowa     | Rochelle Gilmore     | Juliette Vandekerckhove |
| 2000          | Vera Koedooder        | Ashley Kimmet        | Juliette Vandekerckhove |
| 2001          | Giorgia Bronzini      | Diana Elmentaite     | Natalia Bojarskaja      |
| 2002          | Miranda Vierling      | Gu Sung-eun          | Fu Shimei               |
| 2003          | Larssyn Staley        | Agne Bagdonaviciute  | Laura Telle             |
| 2004          | Amanda Spratt         | Choe Sun Ae          | Florence Girandet       |
| 2005          | Andrea Wolfer         | Rushlee Buchanan     | Irina Zemljanskaja      |
| 2006          | Mie Bekker Lacota     | Elise van Hage       | Jewgenija Romanjuta     |
| 2007          | Josephine Tomic       | Jenny Rios           | Iraida Garcia           |
| 2008          | Megan Dunn            | Valentina Scandolara | Gemma Dudley            |
| 2009          | Megan Dunn            | Elena Cecchini       | Minami Uwano            |

#### Keirin
| Veranstaltung | Gold               | Silber              | Bronze                 |
| ------------- | ------------------ | ------------------- | ---------------------- |
| 2002          | Elisa Frisoni      | Shi Wenya           | Anastassija Tschulkowa |
| 2003          | Rebecca Borgo      | Jane Gerisch        | Ekaterina Merzlikina   |
| 2004          | Guo Shuang         | Miriam Welte        | Skye-Lee Armstrong     |
| 2005          | Chloë McPherson    | Park Eun-mi         | Anna Blyth             |
| 2006          | Anna Blyth         | Anastassija Roskowa | Charlene Delev         |
| 2007          | Wiktorija Baranowa | Josephine Butler    | Monique Sullivan       |
| 2008          | Kristina Vogel     | Olivia Montauban    | Giada Balzan           |
| 2009          | Rebecca James      | Jekaterina Gnidenko | Annette Edmondson      |

#### Omnium
| Veranstaltung | Gold       | Silber        | Bronze           |
| ------------- | ---------- | ------------- | ---------------- |
| 2009          | Megan Dunn | Giulia Donato | Gabriela Slamova |

#### Einerverfolgung
| Veranstaltung | Gold                    | Silber             | Bronze               |
| ------------- | ----------------------- | ------------------ | -------------------- |
| 1987          | Janie Eickhoff          | Catherine Marsal   | Anja Fieseler        |
| 1988          | Catherine Marsal        | Swetlana Golownia  | Gabriella Pregnolato |
| 1989          | Swetlana Samochwalowa   | Natascha den Ouden | Ainhoa Ostolaza      |
| 1990          | Jelena Tschalych        | Jessica Grieco     | Sulfija Sabirowa     |
| 1991          | Jessica Grieco          | Hanka Kupfernagel  | Symenko Jochinke     |
| 1992          | Hanka Kupfernagel       | Jelena Tschalych   | Anke Wichmann        |
| 1993          | Maria Jongeling         | Sarah Ulmer        | Anke Wichmann        |
| 1994          | Sarah Ulmer             | Judith Arndt       | Aurélie G'Styr       |
| 1995          | Narelle Peterson        | Nancy Contreras    | Mira Kasslin         |
| 1996          | Rachael Linke           | Sabine Meyer       | Pernille Langelund   |
| 1997          | Alayna Burns            | Gitana Gruodyte    | Monika Tyburska      |
| 1998          | Alayna Burns            | Alison Wright      | Regina Rettke        |
| 1999          | Juliette Vandekerckhove | Katherine Bates    | Rahna Demarte        |
| 2000          | Juliette Vandekerckhove | Katherine Bates    | Charlotte Becker     |
| 2001          | Vera Koedooder          | Sarah Hammer       | Charlotte Becker     |
| 2002          | Alexis Rhodes           | Julie Kurzke       | Miranda Vierling     |
| 2003          | Jessie Maclean          | Egle Celanauskaite | Marlijn Binnendijk   |
| 2004          | Marlijn Binnendijk      | Bianca Rogers      | Kimberly Geist       |
| 2005          | Lessja Kalytowska       | Bianca Rogers      | Kimberly Geist       |
| 2006          | Lessja Kalytowska       | Lauren Ellis       | Peta Mullens         |
| 2007          | Josephine Tomic         | Sarah Kent         | Lauren Ellis         |
| 2008          | Ashlee Ankudinoff       | Sarah Kent         | Gemma Dudley         |
| 2009          | Michaela Anderson       | Amy Cure           | Hanna Solowej        |

#### Mannschaftsverfolgung
| Veranstaltung | Gold                                                    | Silber                                                     | Bronze                                               |
| ------------- | ------------------------------------------------------- | ---------------------------------------------------------- | ---------------------------------------------------- |
| 2008          | Australien Ashlee Ankudinoff Sarah Kent Megan Dunn      | Neuseeland Gemma Dudley Cath Jordan Sequoia Cooper         | Belgien Jolien D’hoore Evelyn Arys Jessie Daams      |
| 2009          | Australien Michaela Anderson Megan Dunn Melissa Hoskins | Russland Jelena Litschmanowa Lidia Malakhova Maria Mishina | Niederlande Amy Pieters Winanda Spoor Lotte van Hoek |

#### Scratch
| Veranstaltung | Gold                 | Silber               | Bronze              |
| ------------- | -------------------- | -------------------- | ------------------- |
| 2002          | Ekaterina Merzlikina | Gu Sung-eun          | Belinda Goss        |
| 2003          | Myriam Morreau       | Ekaterina Merzlikina | Lee Min-hye         |
| 2004          | Annalisa Cucinotta   | Jarmila Machačová    | Bianca Rogers       |
| 2005          | Skye Lee Armstrong   | Elizabeth Armitstead | Jewgenija Romanjuta |
| 2006          | Elise van Hage       | Jewgenija Romanjuta  | Tess Downing        |
| 2007          | Iraida Garcia        | Barbara Guarischi    | Anna Mosbach        |
| 2008          | Megan Dunn           | Gemma Dudley         | Colleen Hayduk      |
| 2009          | Amy Cure             | Lucie Zaleska        | Aleksandra Sosenko  |

#### Sprint
| Veranstaltung | Gold              | Silber                | Bronze                  |
| ------------- | ----------------- | --------------------- | ----------------------- |
| 1987          | Janie Eickhoff    | Nathalie Lancien-Even | Vita Brakmanee          |
| 1988          | Félicia Ballanger | Maria Ewitejewa       | Isabelle Nguyen van Tu  |
| 1989          | Magali Faure      | Sara Felloni          | Walentina Lipa          |
| 1990          | Kathrin Freitag   | Juliette Raetsch      | Tatiana Balmasova       |
| 1991          | Kathrin Freitag   | Jessica Grieco        | Juliette Raetsch        |
| 1992          | Kathrin Freitag   | Wang Yan              | Chris Witty             |
| 1993          | Ina Heinemann     | Michelle Ferris       | Natalja Zilinskaja      |
| 1994          | Ina Heinemann     | Roberta Passoni       | Michelle Ferris         |
| 1995          | Roberta Passoni   | Evelin Boschetto      | Megan Hughes            |
| 1996          | Mira Kasslin      | Katrin Meinke         | Evelin Boschetto        |
| 1997          | Katrin Meinke     | Yumari González       | Rosealee Hubbard        |
| 1998          | Rosealee Hubbard  | Rahna Demarte         | Daniela Clausnitzer     |
| 1999          | Céline Nivert     | Tamilla Abassowa      | Anna-Maria Scafetta     |
| 2000          | Christin Muche    | Valentina Alessio     | Mathilde Doutreluingne  |
| 2001          | Sarah Uhl         | Christin Muche        | Valentina Alessio       |
| 2002          | Elisa Frisoni     | Ekaterina Merzlikina  | Jennifer Strohschneider |
| 2003          | Guo Shuang        | Ryu Lin-ah            | Anastassija Tschulkowa  |
| 2004          | Guo Shuang        | You Jin-a.            | Miriam Welte            |
| 2005          | Lisandra Guerra   | Anna Blyth            | Elodie Henriette        |
| 2006          | Ljubow Schulika   | Anna Blyth            | Sandie Clair            |
| 2007          | Kristina Vogel    | Jessica Varnish       | Charlene Delev          |
| 2008          | Kristina Vogel    | Annette Edmondson     | Wiktorija Baranowa      |
| 2009          | Rebecca James     | Jekaterina Gnidenko   | Zhong Tianshi           |

#### Teamsprint
| Veranstaltung | Gold                                             | Silber                                         | Bronze                                         |
| ------------- | ------------------------------------------------ | ---------------------------------------------- | ---------------------------------------------- |
| 2007          | Deutschland Kristina Vogel Sabine Brettschneider | Chinesisch Taipeh Shu Ping Lin Huang Ting-ying | Russland Wiktorija Baranowa Elena Melnischenko |
| 2008          | Frankreich Magali Baudacci Olivia Montauban      | Polen Aleksandra Drejgier Kornelia Maczka      | Russland Wiktorija Baranowa Galina Strelzowa   |
| 2009          | Frankreich Olivia Montauban Magali Baudacci      | Deutschland Charlott Arndt Christina Konsulke  | Russland Jekaterina Gnidenko Olga Hudenko      |